# Duilius viridula
Duilius viridula är en insektsart som först beskrevs av Géza Horváth 1895.  Duilius viridula ingår i släktet Duilius och familjen kilstritar.
Artens utbredningsområde är Italien. Inga underarter finns listade i Catalogue of Life.